# Останній рейс «Тімірера»
«Останній рейс „Тімірера“» — картина Вільяма Тернера, створена у 1839. Також відома як «Останній рейс корабля „Сміливий“», «Бойовий „Тімірер“», «Корабель „Сміливий“ тягнуть на звалище, 1838».

## Історія
Уперше картина була виставлена у Королівській академії мистецтв у 1839.
Зараз, згідно з заповітом автора, картина знаходиться в Національній галереї (експонується у 34-му залі).
У 2005 році «Останній рейс „Тімірера“», згідно з опитуванням, проведеним у 2005 році радіостанцією BBC Radio 4, був визнаний улюбленою картиною нації.

## Сюжет
На картині зображено бойовий корабель англійського флоту «Тімірер» («Сміливий»), що брав участь у Трафальгарській битві. HMS Temeraire (Корабель Його Величності «Тімірер») — 98-гарматний лінійний корабель другого рангу, який зіграв важливу роль у битві при Трафальгарі у 1805 році. Колісний паровий буксир тягне його до кінцевого причалу у Ротергайт на південному сході Лондона, де його розберуть на металобрухт.

## Аналіз
Своєю красою старий корабель різко контрастує з брудним почорнілим буксиром з високою трубою, що коптить у небо. Але все ж «Відважний», що втратив колишню міць, виглядає лише блідою тінню самого себе, кораблем-привидом.
Згорнуті вітрила лінійного корабля символізують моральний знос вітрильного флоту. Сонце, що сідає за обрій, та сам «Тімірер» — кінець цілої епохи в історії Королівського флоту, а місяць, який вже зійшов, та буксир — прихід нової ери парових суден, нової індустріальної епохи.
Швидше за все, корабель буксирували по Темзі вдень, але художник зображує саме захід, що створює елегійний настрій і символізує кінець і смерть. Полум'яно-червоні хмари відбиваються на поверхні води тими ж кольорами, якими написано й дим з труби буксира.
Корабель тягнули на двох канатах, однак Тернер вирішив, що один канат, що зв'яже «Тімірер» та буксир чіткою прямою лінією, буде справляти сильніше враження. Також свідомо художник поміняв місцями щоглу і димову трубу буксира, що дозволило йому подовжити шлейф диму, закривши місце, де колись на «Відважному» маяв британський прапор.
Написане кількома легкими мазками вітрило, наповнене вітром, нагадує про дні колишньої слави «Відважного».
Темні обриси бакена, розташованого по діагоналі на курсі «Тімірера» і його відображення різко контрастують із сонячним світлом на воді.